# Lag ny Keeilley

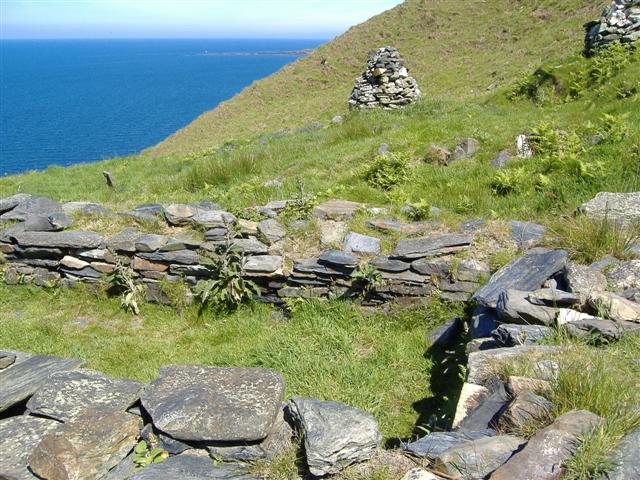
Lag ny Keeilley

Lag ny Keeilley liegt am Fuße des 437 m hohen Cronk ny Arrey Laa (auch Cronk ny Irree Laa) südlich von Peel, im Südwesten der Isle of Man und besteht aus einer Keeill, einer Culdeer-Zelle, einem Friedhof und einer frühkirchlichen Einfriedung.
Interessant an dieser alten Keeill auf dem Felsvorsprung ist, dass sie vom etwa 2 Kilometer südlich gelegenen Dalby Strand per Boot erreicht werden und die Anlandung nur an einem ruhigen Tag bei Hochflut innerhalb einer Stunde erfolgen kann. Der steile Anstieg von etwa 200 m ist zudem schwierig. Der andere Zugang erfolgt auf der alten Packpferd-Route von Eary Cushlin aus. Dieser Weg ist das beste erhaltene Beispiel der alten Packpferd-Wege. Die letzte Beerdigung auf dem Friedhof scheint im 18. Jahrhundert erfolgt zu sein. 